# Fondation Dosne-Thiers
Ne doit pas être confondu avec Fondation Thiers.
 (décembre 2020).
La fondation Dosne-Thiers est un musée-bibliothèque situé place Saint-Georges, dans le 9e arrondissement de Paris. Elle porte le nom d'Adolphe Thiers, président de la République française de 1871 à 1873, et de son épouse Élise Dosne, qui ont habité les lieux.
Depuis 1905, l'hôtel Dosne-Thiers est la propriété de l'Institut de France.

## Histoire

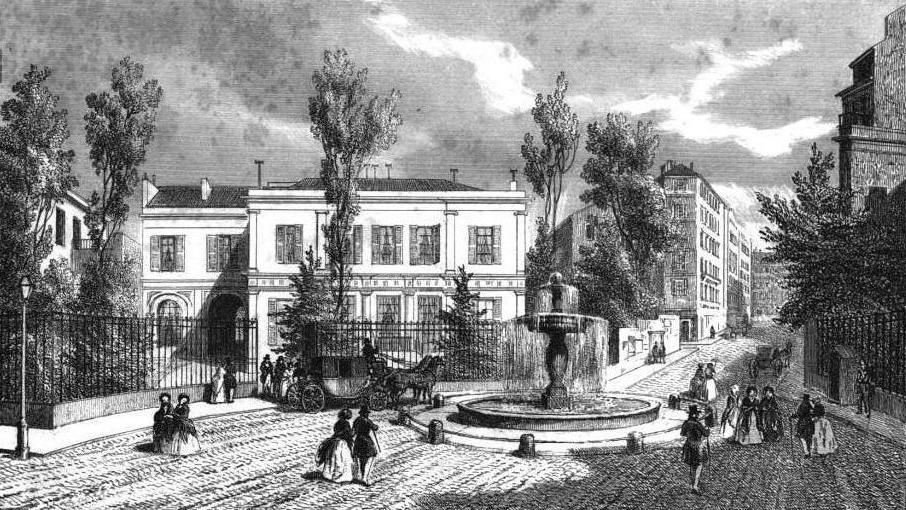
L'hôtel Thiers en 1846 (gravure par Daubigny).

En 1832, l'agent de change Alexis Dosne achète, dans le quartier de la Nouvelle Athènes, une propriété située place Saint-Georges. En 1833, sa fille aînée, Élise, épouse Adolphe Thiers ; ce dernier y écrit son Histoire du Consulat et de l'Empire.
L'hôtel est détruit en mai 1871 lors de la Commune de Paris, puis reconstruit entre 1873 et 1875 par l'architecte Alfred-Philibert Aldrophe. En 1905, la belle-sœur de d'Adolphe Thiers, Félicie Dosne, en fait don à l'Institut de France « pour qu'il soit affecté à la création d'une bibliothèque moderne et plus particulièrement d'histoire de France ».
Pendant la Première Guerre mondiale, l'hôtel est transformé par l'Institut en hôpital militaire pour accueillir les blessés de guerre, sous l'administration de l'académicien Frédéric Masson. Le bâtiment est ensuite rendu à sa vocation de bibliothèque. À sa mort, ce dernier, historien spécialiste de l'histoire napoléonienne, lègue à la fondation ses manuscrits (796 cartons), dessins (1 000), estampes (30 000), livres (70 000) ainsi que sa collection d'objets et de tableaux (plus de 2 000), principalement consacrés au Premier Empire.
Tout au long du XXe siècle, la bibliothèque s'enrichit de legs, dons et achats divers couvrant la période de la Révolution à la Première Guerre mondiale :
- Correspondance reçue par le duc Louis Decazes (1819-1886), ministre des Affaires étrangères de 1873 à 1875
- Manuscrits originaux et épreuves des ouvrages de Henry Houssaye (1814-1911), historien spécialiste du Premier Empire
- Correspondance reçue par Damas-Hinard, secrétaire des commandements de l'impératrice Eugénie (Eugénie de Montijo, 1826-1920)
- Fonds Jules Claretie (1840-1913) : 6 000 volumes sur le XIXe siècle
- Fonds Joseph Denais (1851-1916) : livres, brochures et archives sur la franc-maçonnerie
- Fonds René Famchon sur la Guerre franco-prussienne de 1870 et la Commune de Paris (1871)
- Fonds Pierre Jules Baroche (1802-1870), ministre et président du Conseil d'État sous le Second Empire
- Fonds Otto Karmin concernant l'économie politique, les mouvements communistes et la Commune de Paris (1871)
- Fonds Gustave d'Eichthal (1804-1886) sur le saint-simonisme et les mouvements sociaux pendant la Restauration et le règne de Louis-Philippe

## Description

### La fondation Dosne-Thiers

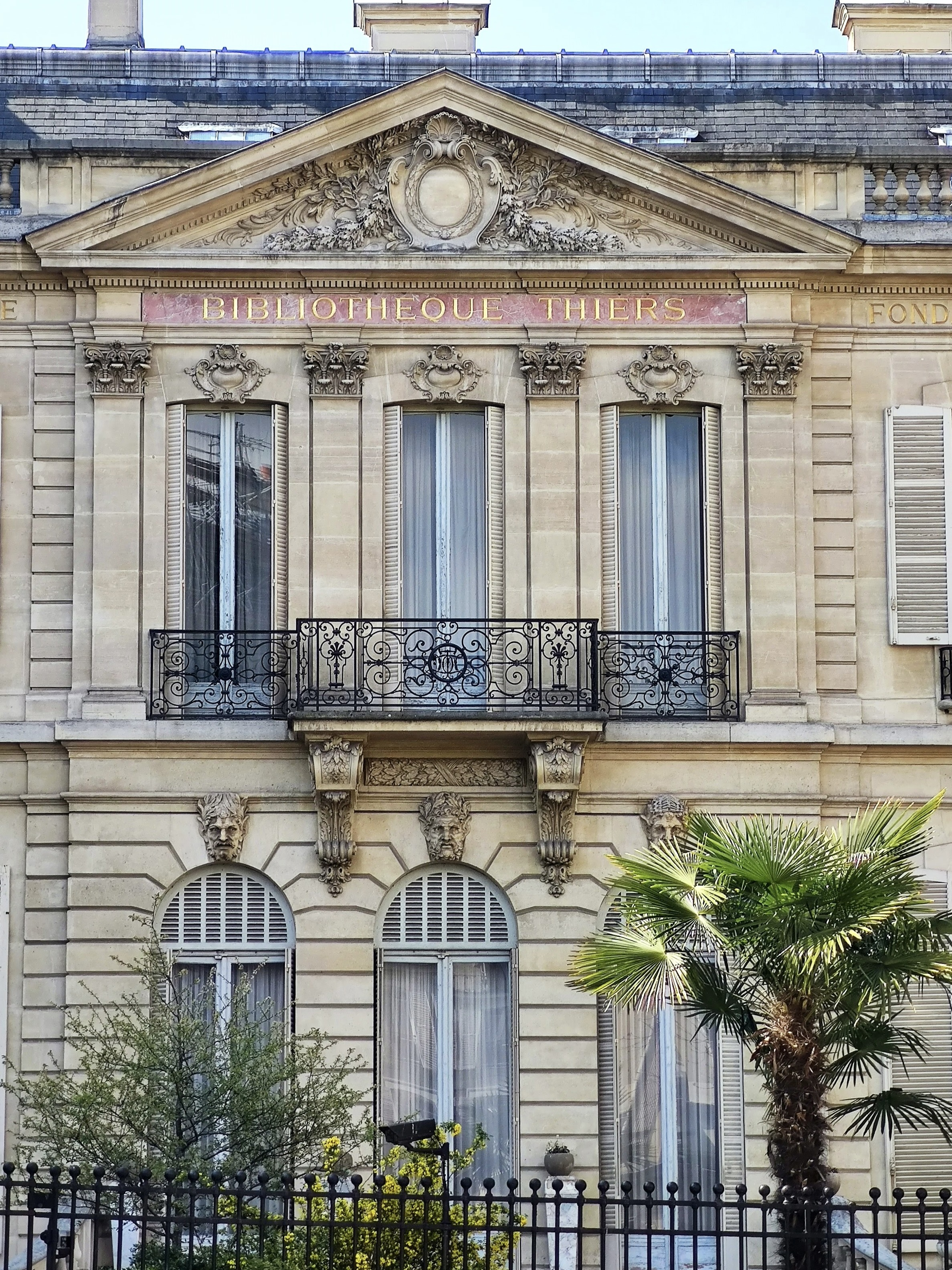
La façade de la bibliothèque.

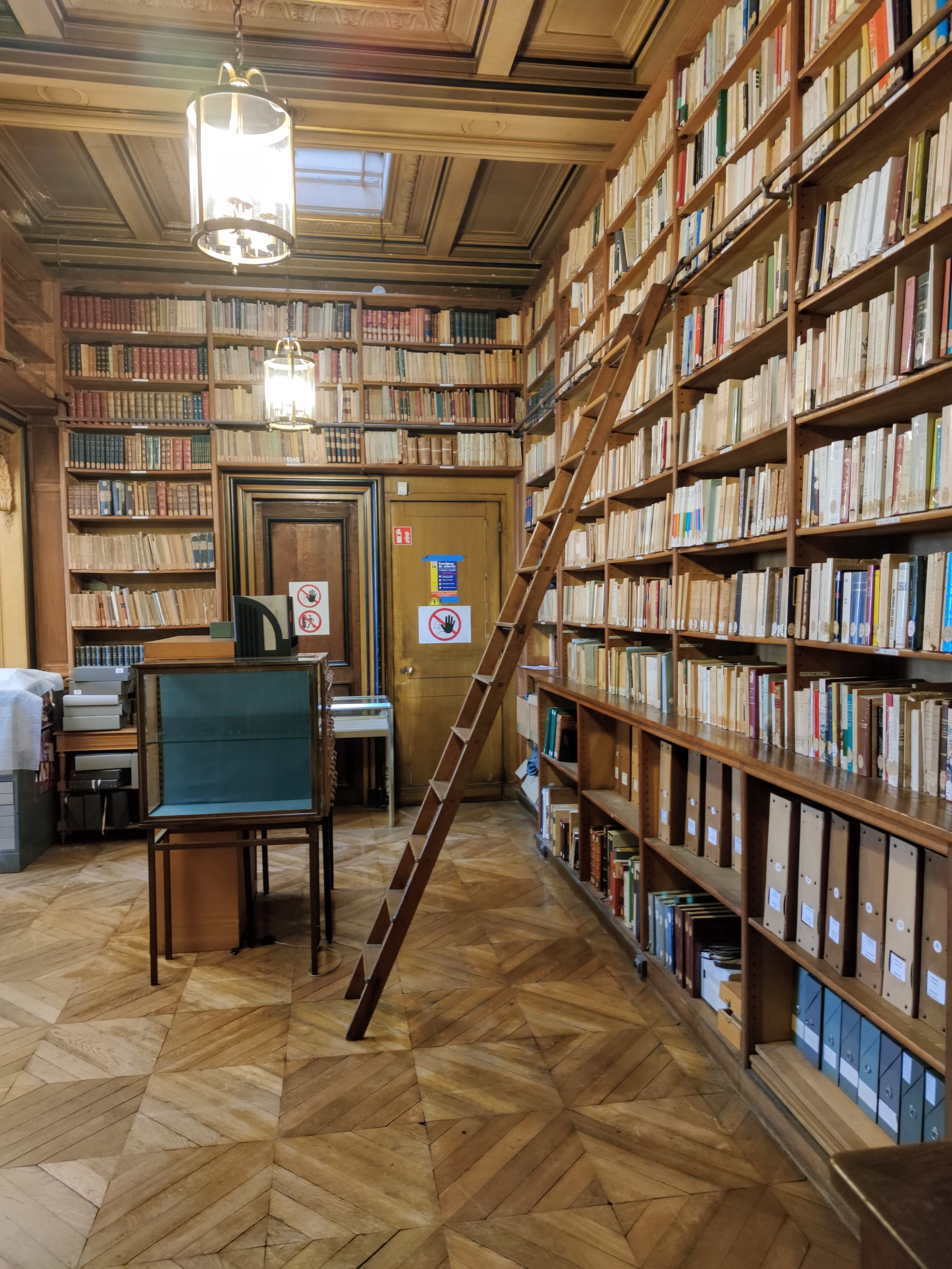
Une salle de la bibliothèque.

Des visites payantes de l'hôtel sont organisées toute l'année pour des groupes, sur rendez-vous et avec conférenciers.
L'hôtel est ouvert au public, gratuitement, lors des Journées du Patrimoine.
Au rez-de-chaussée et au premier étage de l'hôtel, de vastes salons élégants sont mis à la disposition des particuliers, des associations et des sociétés pour la tenue de manifestations diverses : journées d'études, expositions, conférences, concerts, etc. Ils ont également servi de décors pour des tournages de films, séances photos ou émissions de télévision.
Enfin, les objets et tableaux de la collection de Frédéric Masson sont régulièrement prêtés pour des expositions consacrées au Premier Empire.

### La bibliothèque Thiers
Bibliothèque d'étude spécialisée dans l'histoire de France au XIXe siècle, c'est une annexe de la bibliothèque de l'Institut de France. Elle accueille les chercheurs et les étudiants les jeudi et les vendredi de 12 h à 18 h. Une recommandation d'un membre de l'Institut est nécessaire pour la consultation des manuscrits, des estampes et des livres de réserve.
En 2011, la bibliothèque Thiers possède environ 156 000 volumes, 1 500 titres de périodiques anciens, 30 000 estampes et caricatures, 1 000 dessins et 2 357 cartons de manuscrits.
Par dons et par achats, la bibliothèque continue toujours d'acquérir des documents pour compléter ses fonds.